# Flesh, Blood, & Videotape
Flesh, Blood, & Videotape è una VHS del gruppo musicale statunitense Poison, contenente i videoclip del loro terzo album, Flesh & Blood, più materiale dietro le quinte e interviste. Tra questi è incluso il video della title track (Flesh & Blood) Sacrifice, che fu inizialmente bandito da MTV a causa della sua natura esplicita. L'intero contenuto è stato riversato in DVD come parte della video-raccolta Poison Greatest Video Hits.

## Tracce
1. Let It Play (Montage)
2. Unskinny Bop
3. Ride the Wind
4. Poor Boy Blues (Montage)
5. Something to Believe In
6. Life Goes On
7. (Flesh & Blood) Sacrifice

## Formazione
- Bret Michaels – voce
- C.C. DeVille – chitarra
- Bobby Dall – basso
- Rikki Rockett – batteria